# Forcipomyia anomala
Forcipomyia anomala är en tvåvingeart som först beskrevs av Macquart 1826.  Forcipomyia anomala ingår i släktet Forcipomyia och familjen svidknott.
Artens utbredningsområde är Frankrike. Inga underarter finns listade i Catalogue of Life.